# College Station (Arkansas)
College Station ist ein census-designated place (CDP) im Pulaski County des US-Bundesstaates Arkansas. Zum Zeitpunkt des United States Census 2020 hatte College Station 469 Einwohner. Der Ort gehört zu Little Rock–North Little Rock–Conway Metropolitan Statistical Area.

## Geographie
Nach den Angaben des United States Census Bureaus hat der CDP eine Gesamtfläche von 3,1 km², alles Land.

## Demographie
Zum Zeitpunkt des United States Census 2000 bewohnten College Station 766 Personen. Die Bevölkerungsdichte betrug 264,1 Personen pro km². Es gab 309 Wohneinheiten, durchschnittlich 106,5 pro km². Die Bevölkerung in College Station bestand zu 1,48 % aus Weißen, 95,78 % Schwarzen oder African American, 0,13 % Native American, 0,78 % Asian, 0 % Pacific Islander, 0 % gaben an, anderen Rassen anzugehören und 1,83 % nannten zwei oder mehr Rassen. 0,78 % der Bevölkerung erklärten, Hispanos oder Latinos jeglicher Rasse zu sein.
Die Bewohner College Stations verteilten sich auf 260 Haushalte, von denen in 23,1 % Kinder unter 18 Jahren lebten. 26,5 % der Haushalte stellten Verheiratete, 32,7 % hatten einen weiblichen Haushaltsvorstand ohne Ehemann und 32,4 % bildeten keine Familien. 30,68 % der Haushalte bestanden aus Einzelpersonen und in 10,4 % aller Haushalte lebte jemand im Alter von 65 Jahren oder mehr alleine. Die durchschnittliche Haushaltsgröße betrug 2,67 und die durchschnittliche Familiengröße 3,43 Personen.
Die Bevölkerung verteilte sich auf 23,9 % Minderjährige, 10,1 % 18–24-Jährige, 22,8 % 25–44-Jährige, 24,9 % 45–64-Jährige und 18,3 % im Alter von 65 Jahren oder mehr. Der Median des Alters betrug 40 Jahre. Auf jeweils 100 Frauen entfielen 95,4 Männer. Bei den über 18-Jährigen entfielen auf 100 Frauen 87,5 Männer.
Das mittlere Haushaltseinkommen in College Station betrug 14.191 US-Dollar und das mittlere Familieneinkommen erreichte die Höhe von 14.464 US-Dollar. Das Durchschnittseinkommen der Männer betrug 25.893 US-Dollar, gegenüber 17.000 US-Dollar bei den Frauen. Das Pro-Kopf-Einkommen belief sich auf 9498 US-Dollar. 53,1 % der Bevölkerung und 60,2 % der Familien hatten ein Einkommen unterhalb der Armutsgrenze, davon waren 76,3 % der Minderjährigen und 28,3 % der Altersgruppe 65 Jahre und mehr betroffen.

## Belege
1. ↑  College Station CDP, Arkansas. Suchergebnisse. U.S. Census Bureau, abgerufen am 19. Oktober 2022 (englisch).
2. ↑  2016 U.S. Gazetteer Files. United States Census Bureau, abgerufen am 8. März 2018 (englisch).
3. ↑  Population and Housing Unit Estimates. United States Census Bureau, abgerufen am 8. März 2018 (englisch).
4. ↑  Census of Population and Housing. United States Census Bureau, abgerufen am 4. Juni 2016 (englisch).